# Anna Mons
Anna Mons, auch Mons de la Croix (russisch Анна Ивановна Монс; * 26. Januar 1672; † 15. August 1714 in Moskau) war eine Mätresse Peters des Großen.
Anna Mons war die Tochter des westfälischen Weinhändlers Johann Mons; ihre Mutter hieß Mathilda. Ihre Geschwister waren Willem Mons und Matrjona, verheiratet mit Fjodor Balk, Generalmajor und Gouverneur von Riga.
Von 1692 bis 1703 war sie die Geliebte des Zaren. Sie fiel schließlich in Ungnade. 1711 heiratete sie Georg Johann Baron Keyserlingk.
Mons verstarb 1714 an Tuberkulose.

## Nachweise
1. ↑  Baltische Historische Kommission (Hrsg.): Eintrag zu Mons, Anna. In: BBLD – Baltisches biografisches Lexikon digital
2. ↑  Baltische Historische Kommission (Hrsg.): Eintrag zu Mons, Anna. In: BBLD – Baltisches biografisches Lexikon digital
3. ↑  Кукуйская царица — Басмания. 28. April 2022, abgerufen am 30. April 2024 (russisch).

| Personendaten    | Personendaten                 |
| ---------------- | ----------------------------- |
| NAME             | Mons, Anna                    |
| ALTERNATIVNAMEN  | Mons de la Croix, Anna        |
| KURZBESCHREIBUNG | Geliebte von Peter dem Großen |
| GEBURTSDATUM     | 26. Januar 1672               |
| STERBEDATUM      | 15. August 1714               |
| STERBEORT        | Moskau                        |